# 胡安妮塔·摩尔
胡安妮塔·摩尔（英語：Juanita Moore，1914年10月19日—2014年1月1日），美国电影、电视剧和戏剧演员。她是第五位提名奥斯卡金像奖的非裔美国人。她最著名的电影是出演《春风秋雨》的配角安妮·约翰逊。

## 事业

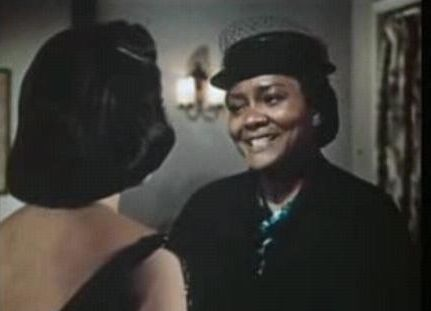
摩尔主演《春风秋雨》的主角安妮·约翰逊

1914年，胡安妮塔·摩尔出生于密西西比州，摩尔曾任棉花俱乐部担任女歌舞团员。之后出演处女作《碧姬》，并在一些电影中扮演配角。1959年，她出演《春风秋雨》的女配角、保姆安妮·约翰逊，赢得了奥斯卡最佳女配角提名。此外，她因为这个角色的杰出表演，也被提名为金球奖最佳女配角奖。摩尔继续出演数部电影，包括2000年的《童心闯未来》。

## 个人生活
摩尔嫁给查尔斯·布里斯，后者于2001年去世。2014年1月1日，摩尔死于加重，享年99岁。